# Aglaophenia hystrix
Aglaophenia hystrix är en nässeldjursart som beskrevs av Vervoort och Watson 2003. Aglaophenia hystrix ingår i släktet Aglaophenia och familjen Aglaopheniidae. Inga underarter finns listade i Catalogue of Life.